# Önundur Þorkelsson
Önundur Þorkelsson (m. 1197) fue un caudillo medieval de Bakki í Öxnadal, Öxnadalur en Islandia a finales del siglo XII. Es más conocido como protagonista de las disputas con Guðmundur dýri Þorvaldsson y que acabó en tragedia, con la quema de la hacienda de Önundur y su asesinato junto a su hijo y otras cuatro personas en un vergonzoso episodio conocido como Önundarbrenna, el 7 de mayo de 1197.
Önundur tenía su hacienda en Laugaland, Eyjafjarðarsýsla. Su hijo Þorfinn debía casarse con la hija de Guðmundur, Ingibjörg, pero había demasiadas complicaciones políticas y Guðmundur rechazó la propuesta; más tarde padre e hijo le forzaron a aceptar. Önundur tuvo a los recién casados en su hacienda hasta que se dirigió a Langahlíð en Hörgárdal, donde expulsó al bóndi, aunque no tenía derecho para hacerlo, y tomó posesión de su hacienda.
Önundur humillaba e insultaba continuamente a su oponente, hasta que el hastiado Guðmundur buscó el apoyo de Kolbeinn Tumason, y ambos asaltaron y quemaron la hacienda de Önundur. Allí murió junto a su hijo y otras cuatro personas, aunque a muchos residentes (ajenos a las diferencias entre ambos) se les permitió huir.